# Ugljevička Obrijež
Ugljevička Obrijež je naseljeno mjesto u sastavu općine Ugljevik, Republika Srpska, BiH.

## Stanovništvo
| Ugljevička Obrijež |              |
| godina popisa      | 1991.        |
| Srbi               | 921 (98,61%) |
| Muslimani          | 0            |
| Hrvati             | 0            |
| Jugoslaveni        | 6 (0,64%)    |
| ostali i nepoznato | 7 (0,75%)    |
| ukupno             | 934          |